# 德文·哈里斯
德文·拉马尔·哈里斯（英語：Devin Lamar Harris，1983年2月27日—），美国职业篮球运动员，身高1.91米，场上位置组织后卫。
哈里斯出生于密尔沃基，大学效力于NCAA威斯康星大学麦迪逊分校，2004年参加NBA选秀，在当年的选秀中以第一轮第5顺位被华盛顿奇才队选中，随即作为安塔万·贾米森交易的一部分被送往达拉斯小牛队。

## NBA生涯

### 達拉斯小牛 2004-2008
被交易過來的哈里斯逐渐成长为達拉斯小牛隊的主力控球后卫，以奇快的速度和对篮筐的冲击能力著称。
2007年9月13日，小牛队和德文·哈里斯续签了一份为期5年价值4840万美元的合同。

### 布魯克林 2008-2011
2008年2月20日，布魯克林篮网队送出贾森·基德、马里克·阿伦和安托万·莱特，从小牛交易得到德文·哈里斯、基斯·范霍恩、特伦顿·哈塞尔、德萨盖纳·迪奥普、莫里斯·艾格、300万美元现金以及两个首轮选秀权。
2008年11月8日，篮网主场103-96战胜底特律活塞，哈里斯对位阿伦·艾弗森，砍下职业生涯新高的38分。
2008年12月1日，篮网在前三节落后11分的情况下最终以117比109逆转击败鳳凰城太阳，取得三连胜。哈里斯砍下47分，创造了职业生涯的新高，此外他还贡献7个篮板8次助攻。
2008年12月20日，德文·哈里斯面对旧主得到41分13助攻，帮助篮网121-97大胜小牛。
2009年1月30日，2009年菲尼克斯全明星替补阵容名单揭晓，德文·哈里斯入选全明星东部替补阵容。
2009年2月17日，NBA全明星赛，代表东部的篮网后卫德文·哈里斯在练习赛中以3.9秒的惊人速度，运球从球场一端跑到另一端，打破了场内最快运球速度的吉尼斯世界纪录。
2009年2月24日，依靠德文·哈里斯最后0.1秒在中场线左侧投中超远距离三分，篮网以98比96险胜費城76人。
2009-10赛季，哈里斯受到肩膀和膝盖伤势的困扰，状态开始下滑。

### 爵士-老鷹 2011-2013
2011年2月24日，犹他爵士队和篮网队、勇士队达成三方交易，德文·哈里斯被交易至猶他爵士。
2012年7月12日，亚特兰大老鹰队送出马文·威廉姆斯，从猶他爵士交易得到德文·哈里斯。

### 重回小牛 2014
2013年7月6日，达拉斯小牛队和德文·哈里斯达成一份为期三年，总计900万美元签约协议。
2013年8月1日，由于被查出脚趾伤势，德文·哈里斯没能和小牛队执行先前已经谈拢的协议，双方另签合约，新合同为期1年价值130万美元。
2014年7月18日，小牛队正式宣布续约德文·哈里斯，合同为期4年价值1650万美元，其中2017-18赛季部分保障。

## 外部連結
- 德文·哈里斯在NBA官網（英语）
- 德文·哈里斯在Basketball-Reference.com（NBA）（英语）
- 德文·哈里斯在Sports-Reference.com（NCAA）（英语）
- 德文·哈里斯在ESPN（NBA）（英语）
- 德文·哈里斯在Eurobasket.com（球員）（英语）
- 德文·哈里斯在Proballers（英语）
- 德文·哈里斯在RealGM（英语）